# Cantón de Saint-Michel-de-Maurienne
El cantón de Saint-Michel-de-Maurienne (en francés canton de Saint-Michel-de-Maurienne) era una división administrativa francesa, que estaba situada en el departamento de Saboya y la región de Ródano-Alpes.

## Composición
El cantón estaba formado por seis comunas:
- Orelle
- Saint-Martin-d'Arc
- Saint-Martin-de-la-Porte
- Saint-Michel-de-Maurienne
- Valloire
- Valmeinier

## Supresión del cantón
En aplicación del decreto nº 2014-272 del 27 de febrero de 2014, el cantón de Saint-Michel-de-Maurienne fue suprimido el 1 de abril de 2015 y sus 6 comunas pasaron a formar parte del cantón de Modane.